# Tilia hyrcana
Tilia hyrcana är en malvaväxtart som beskrevs av Tabari och Colagar. Tilia hyrcana ingår i släktet lindar, och familjen malvaväxter. Inga underarter finns listade i Catalogue of Life.